# Brachypterus kaszabi
Brachypterus kaszabi is een keversoort uit de familie bastaardglanskevers (Kateretidae). De wetenschappelijke naam van de soort werd in 1965 gepubliceerd door Jelinek.